# Ptilodon urupina
Ptilodon urupina är en fjärilsart som beskrevs av Felix Bryk 1942. Ptilodon urupina ingår i släktet Ptilodon och familjen tandspinnare. Inga underarter finns listade.